# NGC 7390
NGC 7390 este o galaxie situată în constelația Pegas. A fost descoperită în 27 noiembrie 1850 de către William Parsons, 3rd Earl of Rosse⁠(d). Se află la o distanță de 80,54 de megaparseci de Pământ.